# Sára Luca Bácskai
Sára Luca Bácskai (20 juni 1999) is een Hongaars shorttrackster.
In 2018–19 nam ze deel aan de Wereldbeker shorttrack. Zowel in 2018 als 2019 behaalde ze medailles op de Europese kampioenschappen shorttrack.
Op de Olympische Winterspelen van 2018 haalde Bácskai een vierde plaats op het onderdeel relay door tweede te worden in de B-finale. 
Op de individuele 1500 meter kreeg ze een penalty in de eerste heat. 